# Neodohrniphora erthali
Neodohrniphora erthali är en tvåvingeart som beskrevs av Brown 2001. Neodohrniphora erthali ingår i släktet Neodohrniphora och familjen puckelflugor. Inga underarter finns listade i Catalogue of Life.